# Love Bites - Il morso dell'alba
Love Bites – Il morso dell'alba è un film del 2001, diretto da Antoine de Caunes e tratto dal romanzo I morsi dell'alba di Tonino Benacquista.

## Trama
Antoine, trentenne nottambulo, gira per i bar e le discoteche di Parigi, entrando nei luoghi più popolari della capitale grazie al suo modo disinvolto. Una sera, ad un ricevimento privato, viene avvicinato da un diplomatico delle Nazioni Unite di nome von Bülow che gli offre la somma di un milione per rintracciare l'inafferrabile Jordan.
Con l'aiuto dell'amico Étienne, Antoine si mette alla ricerca di Jordan. Durante la ricerca finisce per incontrare sua sorella, l'affascinante e pericolosa Violaine, con la quale trascorre la serata.

## Citazioni
Nel film sono presenti riferimenti ai film Psyco (1960), Le iene (1992), Intervista col vampiro (1994) e alla serie televisiva X-Files.